# 戴维·A·黑格
戴维·A·黑格（英語：David Addison Haig，1958年6月28日—）是一位美国演化生物学家和遗传学家，哈佛大学教授，专攻基因組內部衝突、基因組銘印、亲子冲突等议题。